# Alex Kontorovich
Alex V. Kontorovich (União Soviética, 22 de setembro de 1980) é um matemático estadunidense, que trabalha com teoria analítica dos números.

## Vida
Kontorovich estudou a partir de 1998 na Universidade de Princeton, dentre outros com Yakov Sinai, com um bacharelado em matemática em 2002, com um doutorado em 2007 na Universidade Columbia, orientado por Dorian Goldfeld e Peter Sarnak, com a tese The Hyperbolic Lattice Point Count in Infinite Volume with Applications to Sieves. De 2007 a 2010 foi Tamarkin Assistant Professor na Universidade Brown, em 2010/2011 professor assistente na Universidade de Stony Brook e depois professor assistente e a partir de 2014 professor associado da Universidade Yale. É desde 2014 professor associado na Universidade Rutgers.
Em 2011 provou com Jean Bourgain uma conjectura de Stanisław Krystyn Zaremba de 1971.
Recebeu o Prêmio Levi L. Conant de 2014 pelo artigoFrom Apollonius to Zaremba: Local-global phenomena in thin orbits.  
É fellow da American Mathematical Society.

## Obras
- From Apollonius to Zaremba: Local-global phenomena in thin orbits, Bulletin AMS, Volume 50, 2013, p. 187–228,  Arxiv
- com Jean Bourgain: On the Local-Global Conjecture for Apollonian Gaskets, Inventiones Mathematicae, Volume 196, 2014, p. 589–650, Arxiv
- com Jean Bourgain: On Zaremba´s Conjecture, Annals of Mathematics, Volume 180, 2014, p. 137–196, Arxiv Preprint, 2011
- com Hee Oh: Apollonian Packings and Horospheres on Hyperbolic 3-manifolds, Journal of the AMS, Volume 24, 2011, p. 603–648, Arxiv
- com Hee Oh: Almost Prime Pythagorean Triples in Thin Orbits, J. Reine Angew. Math., Volume 667, 2012, p. 89–131, Arxiv